# ماتيو باستارود
ماتيو باستارود هو لاعب اتحاد رغبي فرنسي ولد في 17 سبتمبر 1988.

## وصلات خارجية
- ماتيو باستارود عل موقع إسبنسكروم (الإنجليزية)
- ماتيو باستارود على موقع ItsRugby.co.uk (الإنجليزية)